# Kostel Povýšení svatého Kříže (Kosmonosy)
Římskokatolický farní kostel Povýšení svatého Kříže v Kosmonosích je raně barokní sakrální stavba stojící na plošině, která byla vytvořena koncem 17. století podle plánu Giovanna Battisty Alliprandiho, jenž byl stavitelem místního zámku. Kostel se nachází asi 200 metrů severně od zámku a tvoří spolu s bývalou piaristickou kolejí (klášterem) jeden komplex. Od zámku vede ke kostelu a koleji dlouhá alej. Mezi zámkem v Kosmonosích a kostelem vedla kdysi křížová cesta z níž se do 21. století dochovaly pouze dvě zastavení. Kostel spolu s piaristickou kolejí je chráněn jako kulturní památka.

## Historie
Historie celého komplexu kostela a piaristické koleje je spjata s nedalekým zámkem a Loretou. Kostel byl postaven v letech 1670–1674 podle plánů Francesca Carattiho D. Agostinim za účasti stavitele J. Špánka ze Sobotky a kameníků Santina Aichela a F. Ceresoly. Dokončen byl kolem roku 1700 stavebníkem Heřmanem Černínen z Chudenic.

### Program záchrany architektonického dědictví
V rámci Programu záchrany architektonického dědictví bylo v letech 1995–2014 na opravu památky čerpáno 4 500 000 Kč.
| rok    | 1996  | 1997  | 1998  | 1999 |
| ------ | ----- | ----- | ----- | ---- |
| částka | 1 500 | 1 100 | 1 500 | 400  |

## Architektura

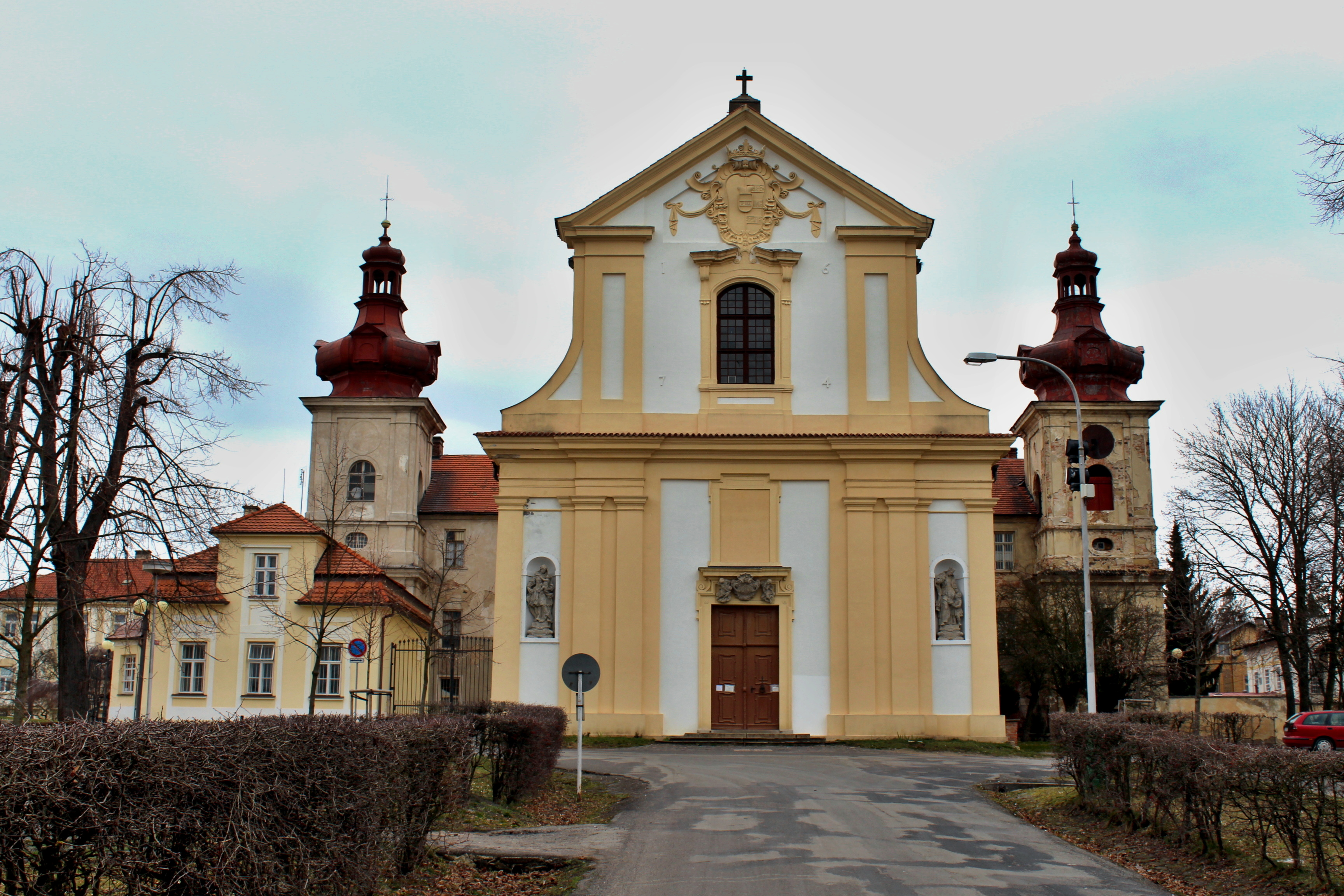
Průčelí kostela v Kosmonosích

Kostel je obdélný, sálový s dvěma páry bočních pravoúhlých kaplí. Má architektonicky komponované průčelí a provoúhlé kněžiště vtěsnané mezi dvě oratoře a dvě přilehlé pravoúhlé depozitáře. Boční kaple, které vystupují ze stavby na způsob bočních lodí, jsou zevně členěny lizénami. Na nimi je stěna lodi s lizénami a lunetovými okny. Průčelí kostela je široké, trojdílné. Má hladký střed s vpadlým rámem. Je lemován dvojicí pilastrů. Má portál, na kterým se nachází kamenná kartuše a nápis s anděly. Na středem je trojhranný štít s pozdějším ozdobným obrazem od G.B. Alliprandioho asi z roku 1699. Nad ním se nachází kartuše se znakem zakladatele kostela Humprechta Černína a letopočtem 1674. Okraje průčelí jsou lemovány pilastry, nad kterými se v nikách nacházejí sochy Panny Marie a sv. Josefa Kalasánského.
Uvnitř je kostel sálový. Je sklenutý dvěma kříži klenby na pásy, které nasedají na přízední pilíře. Mezi nimi byly vestavěny dvakrát dvě obdélné, ploché a do oblouků sklenuté kaple, které jsou propojeny průchody v pilířích. Kruchta je zděná. Vede na ni boční schodiště v průčelí. Presbytář je protáhlý, do polygonu a bez oken. Je sklenut křížovou klenbou a závěrem spočívajícím na kladí jónských pilastrů. Ve stěnách jsou niky. Po bocích presbytáře jsou arkády dvou dalších, největších kaplí. Na nimi jsou pozdější oratoře s vyklenutými balkóny, které jsou opatřené balustrovým zábradlím. Dvě obdélné prostory za oratořemi, které jsou sklenuté křížovou klenbou, jsou spojením se sakristií, která leží za presbytářem. Je to podélná prostora v šíři kostela. Má valenou klenbu s lunetami, která tvoří střed jižního křídla budovy piaristické koleje, která je napojená na závěr kostela.

## Zařízení
Zařízení kostela je barokní. Jeho sochařská výzdoba je dílem Josefa Jiřího Jelínka, který byl mistrem místní významné a pro celé okolí činné díly ve 2. čtvrtině 18. století. Pod pravou oratoří se nachází oltář sv. Antonína. Je to portálový oltář se sochami sv. Františka Serafinského a sv. Antonína z období kolem roku 1745, a obrazem sv. Antonína od M. Pischelta z roku 1745. Barokní řezaná zpovědnice z období kolem roku 1700 je trojdílná s kartuší a stojí u vchodu. Oltář sv. Josefa je portálový a sloupový. Jsou na něm sochy sv. Vojtěcha a sv. Prokopa, a obraz sv. Josefa a českých patronů. Křtitelnice je zvonovitá. Jedná se o pozdně barokní, bohatě řezanou práci. Oltář Dušiček byl postaven roku 1744 truhlářem P. Vyšohlídem z Dobrovice. Je portálový a sloupový. Jsou na něm sochy sv. Petra a sv. Pavla, a reliéfní kartuš Vzkříšení Lazara od J. Jelínka s obrazem Dušiček od F. Lichtenreitera i sv. Barbory v nástavci od téhož autora. Na oratoři jsou čtyři barokní, anglické, malované a čalouněné židle ze 2. poloviny 18. století. Varhany jsou provedeny s plastickou skupinou andělského choru od J. Jelínka. Od vchodu vlevo je oltář sv. Anny. Je to portálový a sloupový oltář z let 1744–1745. Snad se jedná o dílo Františka Ignáce Préea. Oltář má sochy sv. Zachariáše, sv. Alžběty, sv. Jana Křtitele, andělů a reliéfní kartuš se sv. Annou od J. Jelinka. Barokní oltář Zvěstování Panny Marie je portálový. Jsou na něm sochy sv. Václava a sv. Víta. V nástavci oltáře je socha Boha Otce. Kazatelna je bohatě řezaná s karyatidami tří božských ctností: Víry, Naděje a Lásky, reliéfovými kartušemi čtyř evangelistů a čtyř církevních Otců. Vše je dílem J. Jelínka. Pod oratoří je oltář sv. Jana Nepomuckého. Je to sloupový a portálový oltář s nikou v níž je umístěna světcova socha. Na bocích oltáře se nacházejí sochy sv. Blažeje a sv. Norberta z období kolem roku 1700. Hlavní oltář je ze štukového mramoru z období kolem roku 1715. Byl postaven snad podle plánů Františka Maxmiliána Kaňky ve tvaru štíhlé vysoké edikuly s volutovými pilastry a rozeklaným, do volut stočeným štítem, který nese sousoší Boha Otce mezi dvěma anděly. V oltářní nice je umístěn krucifix.

## Přístup
Přístupný je ve 21. století pouze kostel Povýšení sv. Kříže a bohoslužby v něm jsou vždy v neděli v 10.30 a každý pátek od 17.00.

## Okolí kostela
S kostelem je spojena piaristická kolej nazývaná též klášterem, který je od roku 1869 ústavem choromyslných, dnes psychiatrickou léčebnou. Objekt koleje byl postaven F. Ceresolou v letech 1688–1694 podle plánů B. Maderny. Jednalo se o čtyřkřídlý, hladký, původně jednopatrový, od roku 1870 dvoupatrový objekt se středovým dvorem kolem něhož jsou ambity, které jsou v otevřeny v přízemí arkádami. Jižní křídlo za kostelem má nalevo od kostela hlavní portál a na nárožích po stranách chrámu jsou dvě dvoupatrové hranolové věže, které jsou členěné lizénami a završeny cibulovými báněmi. Nad kolejí je v sadu tzv. Štift, který byl postaven kolem roku 1780 hrabětem Bolzou a byl pronajatý na kasárny a školu. Od roku 1793 tu byla Leitenbergerova kartounka. V letech 1871–1892 ústav choromyslných. Jedná se o volné obdélné stavení, které je hladké a jednopatrové. Před piaristickou kolejí se nachází pozdně barokní fara z roku 1773. Jde o jednopatrovou budovu s mansardou. Je zdobená vázami nad vchodem.